# Каштелу-ди-Пайва
Каште́лу-ди-Па́йва (порт. Castelo de Paiva; [kɐʃ'tɛlu dɨ 'paivɐ]) — посёлок городского типа в Португалии, центр одноимённого муниципалитета в составе округа Авейру. По старому административному делению входил в провинцию Дору-Литорал. Входит в экономико-статистический субрегион Тамега, который входит в Северный регион. Численность населения — 2,9 тыс. жителей (посёлок), 17 тыс. жителей (муниципалитет). Занимает площадь 114,67 км².
Праздник города — 24 июня.

## Расположение
Посёлок расположен в 55 км на северо-восток от административного центра округа города Авейру.
Муниципалитет граничит:
- на севере — муниципалитеты Пенафиел, Марку-де-Канавезеш
- на востоке — муниципалитеты Синфайнш, Арока
- на юге — муниципалитет Арока
- на западе — муниципалитет Гондомар

## История
Посёлок основан в 1513 году.

## Население
| Численность населения муниципалитета по годам | Численность населения муниципалитета по годам | Численность населения муниципалитета по годам | Численность населения муниципалитета по годам | Численность населения муниципалитета по годам | Численность населения муниципалитета по годам | Численность населения муниципалитета по годам | Численность населения муниципалитета по годам | Численность населения муниципалитета по годам |
| --------------------------------------------- | --------------------------------------------- | --------------------------------------------- | --------------------------------------------- | --------------------------------------------- | --------------------------------------------- | --------------------------------------------- | --------------------------------------------- | --------------------------------------------- |
| 1801                                          | 1849                                          | 1900                                          | 1930                                          | 1960                                          | 1981                                          | 1991                                          | 2001                                          | 2004                                          |
| 6691                                          | 7586                                          | 9728                                          | 11450                                         | 17756                                         | 17026                                         | 16515                                         | 17338                                         | 17089                                         |

## Состав муниципалитета
В муниципалитет входят следующие районы:
1. Байруш
2. Форнуш
3. Параизу
4. Райва
5. Реал
6. Санта-Мария-де-Сардора
7. Собраду
8. Сан-Мартинью-де-Сардора

## Города-побратимы
- Фаберо, Испания[1]